# Bamaoxi
Bamaoxi (kinesiska:  芭茅溪) är en socken i Kina. Den ligger i provinsen Hunan, i den södra delen av landet, omkring 330 kilometer nordväst om provinshuvudstaden Changsha. Antalet invånare är 3 777. Befolkningen består av 1 801 kvinnor och 1 976 män. Barn under 15 år utgör 20,0 %, vuxna 15-64 år 61 %, och äldre över 65 år 17,0 %.
Runt Bamaoxi är det ganska tätbefolkat, med 111 invånare per kvadratkilometer. Närmaste större samhälle är Shataping, 9,6 km söder om Bamaoxi. I omgivningarna runt Bamaoxi växer i huvudsak blandskog.
Genomsnittlig årsnederbörd är 1 679 millimeter. Den regnigaste månaden är september, med i genomsnitt 288 mm nederbörd, och den torraste är december, med 16 mm nederbörd.